# Глухарь (посёлок)
Глухарь — посёлок в Шалинском районе Свердловской области России. Входит в Шалинский муниципальный округ.
Ранее посёлок входил в состав Шамарского поссовета Шалинского района.

## География
Поселок Глухарь расположен в 46 километрах к западо-северу-западу от посёлка Шаля (в 56 километрах по дорогам), в лесной местности, вблизи истока реки Баская|Баской (правого притока Сылвы). В посёлке расположен остановочный пункт Глухарь (ранее станция) Свердловской железной дороги (на Транссибирской магистрали).

## История посёлка
Посёлок основан в 1907—1908 годах в связи со строительством железной дороги.

## Население
| 2002 | 2010 |
| ---- | ---- |
| 21   | ↘4   |